# FC Dinamo Batumi
Football Club Dinamo Batumi (normalt bare kendt som Dinamo Batumi) er en georgisk fodboldklub fra Batumi. Klubben blev grundlagt i 1923.

## Titler
- Georgiske Liga (1):[1]
  - Vindere (1): 2021
  - 2. plads (4): 1997–98, 2014–15, 2019, 2020
- Georgiske pokalturnering (1): 1997–98.[2]
- Superpokalturnering (1): 1998.[3]

## Historiske slutplaceringer

### Umaglesi Liga
| Sæson   | Niveau | Liga          | Placering | Kilde(r) |
| ------- | ------ | ------------- | --------- | -------- |
| 2012-13 | 1.     | Umaglesi līga | 11.       | [ 4 ]    |
| 2013-14 | 2.     | Pirveli liga  | 2.        | [ 5 ]    |
| 2014-15 | 1.     | Umaglesi līga | 2.        | [ 6 ]    |
| 2015-16 | 1.     | Umaglesi līga | 8.        | [ 7 ]    |
| 2016    | 1.     | Umaglesi līga | 3.        | [ 8 ]    |

### Erovnuli Liga
| Sæson | Niveau | Liga            | Placering | Kilde(r) |
| ----- | ------ | --------------- | --------- | -------- |
| 2017  | 1.     | Erovnuli liga   | 8.        | [ 9 ]    |
| 2018  | 2.     | Erovnuli liga 2 | 1.        | [ 10 ]   |
| 2019  | 1.     | Erovnuli liga   | 2.        | [ 11 ]   |
| 2020  | 1.     | Erovnuli liga   | 2.        | [ 12 ]   |
| 2021  | 1.     | Erovnuli līga   | 1.        | [ 13 ]   |
| 2022  | 1.     | Erovnuli liga   | 2.        | [ 14 ]   |
| 2023  | 1.     | Erovnuli Liga   | 1.        | [ 15 ]   |
| 2024  | 1.     | Erovnuli Liga   | 4.        | [ 16 ]   |

## Nuværende trup
Pr. 11. april 2025.
| Nr. | Land              | Position | Spiller               |
| --- | ----------------- | -------- | --------------------- |
| 1   | Georgien          | MM       | Lazare Kupatadze      |
| 3   | Republikken Congo | FO       | Messie Biatoumoussoka |
| 4   | Georgien          | FO       | Luka Kapianidze       |
| 6   | Ukraine           | MI       | Artem Mylchenko       |
| 8   | Georgien          | AN       | Irakli Rukhadze       |
| 9   | Litauen           | AN       | Gytis Paulauskas      |
| 10  | Albanien          | MI       | Uerdi Mara            |
| 11  | Spanien           | AN       | Jalen Blesa           |
| 12  | Georgien          | FO       | Luka Lakvekheliani    |
| 13  | Georgien          | MM       | Luka Kharatishvili    |
| 18  | Belgien           | MI       | Moutir Chajia         |

| Nr. | Land            | Position | Spiller               |
| --- | --------------- | -------- | --------------------- |
| 20  | Georgien        | MI       | Luka Tsulukidze       |
| 19  | Georgien        | FO       | Nika Kalandarishvili  |
| 21  | Ukraine         | FO       | Kyrylo Melichenko     |
| 22  | Georgien        | AN       | Tornike Kirkitadze    |
| 23  | Georgien        | FO       | Mamuka Kobakhidze     |
| 30  | Georgien        | MM       | Mate Turmanidze       |
| 26  | Georgien        | AN       | Nika Dumbadze         |
| 31  | Georgien        | AN       | Revaz Injgia          |
| 32  | Moldova         | MI       | Dmitri Mandricenco    |
| 33  | Elfenbenskysten | MI       | Mohamed Hassan Fofana |
| 35  | Georgien        | FO       | Revaz Chiteishvili    |
| 36  | Georgien        | FO       | Nikoloz Baladze       |
| 29  | Tunesien        | MI       | Ghaith Ouahabi        |
| 37  | Georgien        | MI       | Giorgi Putkaradze     |
| 39  | Georgien        | MI       | Guram Japaridze       |